# آنومالی لاهیجان ۲
آنومالی لاهیجان ۲ یک اندیس فلزی است که در حوالی شهر لنگرود استان گیلان قرار دارد و مادهٔ معدنی موجود در آن، طلا است.  در این اندیس، پاراژنز‌های طلا، گالن، آرسنیک، باریت، کاسیتریت، نقره یافت می‌شوند.